# 桃龙藏族乡
桃龙藏族乡，是中华人民共和国四川省绵阳市北川羌族自治县下辖的一个乡镇级行政单位。

## 行政区划
桃龙藏族乡下辖以下地区：
龙藏社区、铁龙村、大鹏村、桃红村、鸭地村、九城村和桃花村。